# Mesothuria verrilli
Mesothuria verrilli är en sjögurkeart som först beskrevs av Jakob Gustaf Gösta Theel 1880.  Mesothuria verrilli ingår i släktet Mesothuria och familjen slangsjögurkor. Inga underarter finns listade i Catalogue of Life.